# Liste der Flugplätze in Grenada
Die Liste der Flugplätze in Grenada enthält alle Flugplätze des Inselstaats Grenada in der südöstlichen Karibik.
- Karte mit allen Koordinaten:
- OSM |
- WikiMap

| Stadt        | Region       | IATA-Code | ICAO-Code | Name des Flugplatzes                   | Koordinaten                  |
| ------------ | ------------ | --------- | --------- | -------------------------------------- | ---------------------------- |
| St. George’s | Saint George | GND       | TGPY      | Flughafen Maurice Bishop International | 12° 0′ 15″ N, 61° 47′ 10″ W  |
| Hillsborough | Carriacou    | CRU       | TGPZ      | Flugplatz Lauriston                    | 12° 28′ 37″ N, 61° 28′ 20″ W |
| Grenville    | Saint Andrew | –         | TGPG      | Flughafen Pearls (1984 stillgelegt)    | 12° 8′ 38″ N, 61° 37′ 1″ W   |